# La Sirena (Waterhouse)
La Sirena és una pintura a l'oli de 1900, obra de l'artista prerafaelita John William Waterhouse.
L'obra descriu un sirena asseguda a la vora d'un penya-segat, amb una lira a la mà, mirant cap avall a un mariner nàufrag que flota dins l'aigua, qui, alhora, està mirant cap a ella.
L'obra actualment forma part d'una col·lecció privada.

## Descripció
L'escena té un cert aire malenconiós, on la sirena no es representa com un esser maligne que atreu als mariners amb els seus encanteris, sinó com una dona jove d'aspecte innocent que toca la lira i canta. Waterhouse la mostra quasi com si fos humana, mirant dolçament al personatge masculí, pràcticament sense escates de peix que, situades tan sols a la part baixa de les cames, es confonen amb la roca i l'escuma de les ones.
No obstant això, la seva nuesa només coberta per l'instrument musical i el llarg i sensual cabell vermellós, són un suggeriment que evoquen la seva funció seductora i provocativa.
Si bé la sirena és el punt focal de la composició, els seus ulls dirigeixen l'acció, cap a l'aigua, on un mariner nàufrag que la contempla adonant-se que aquesta bella dona és la causa de la seva tragèdia.
El 1891, Waterhouse ja havia representat el tema de les sirenes i la seva atracció fatal cap als mariners, segons la mitologia grega. EN aquella ocasió el tractament del personatge mític va ser força diferent, ja que les equiparava a harpies, unes aus rapinyaires amb cap de dona. Una imatge més aterridora que recollia l'antiga interpretació de les sirenes com a essers fantàstics.